# Friedrich Dürrenmatt
Friedrich Dürrenmatt, švicarski pisatelj in dramatik, * 5. januar 1921, Konolfingen, Švica, † 14. december 1990, Neuenburg, Švica.
Dürrenmatt, ki je poleg deset let starejšega Maxa Frischa eden  najpomembnejši švicarski dramatikov po 2. svetovni vojni je napisal več svetovno znanih uspešnic. Leta 1952 je s komedijo Zakon gospoda Mississipija doživel prvi veliki uspeh v Nemčiji, potem ko so švicarski odri delo zavrnili. Svetovno slavo pa je doživel nekaj let kasneje s komedijo Obisk stare gospe. Deset let po prvi komediji je sledila druga svetovna uspešnica Fiziki. Ta komedija je v knjigi prvič izšla v slovenskem prevodu Maile Golob leta 1964, ter po avtorjevi predelavi leta 1980 še v novem prevodu, ki ga je leta 2013 pripravila Mojca Kranjc. (COBISS) Poleg radijskih iger je pisal tudi prozo. Za svoja dela je prejel številne domače in mednarodne nagrade ter priznanja. 